# Közélet (folyóirat)
A Közélet egy Temesváron 1929. március 24. és 1931. augusztus 22. között hetenként, majd kéthetenként megjelent társadalmi, művészeti, kritikai és közgazdasági lap. Főszerkesztője Sébor Ferenc, felelős szerkesztője Bartus László, később Lantos Ferenc, végül Wanson Mihály. A munkatársak közt Damó Jenő, Franyó Zoltán, Orich Viktor is szerepel.